# Junges Polen (Geheimbund)
Junges Polen (polnisch Młoda Polska) war ein politischer Geheimbund, der am 12. Mai 1834 in Bern von im Exil lebenden polnischen Revolutionären gegründet wurde.
Zweck des Geheimbundes war die Schaffung einer unabhängigen und demokratischen Republik Polen. Die Heimat seiner Gründer war zu jener Zeit geteilt und überwiegend vom Russischen Reich besetzt, das ein autokratisches Herrschaftssystem in Polen installiert hatte.
Der Geheimbund war Teil der von Giuseppe Mazzini gegründeten revolutionären Sammlungsbewegung Junges Europa.
Zu den Mitgliedern des Geheimbundes zählten unter anderem Joachim Lelewel (1786–1861), Walenty Zwierkowski (1788–1859), Wincenty Nieszokoć (1792–1865) und Karol Bogumił Stolzman (1793–1854). Nach dem Tod Szymon Konarskis (1808–1839), seines wichtigsten Protagonisten auf polnischsprachigem Gebiet, lösten die anderen Mitglieder den Geheimbund auf und schlossen sich anderen Exilorganisationen in Paris und London an.